# Agía Kyriakí (ort i Grekland, Thessalien)
Agía Kyriakí (Agia Kyriaki) är en ort i Grekland.   Den ligger i prefekturen Trikala och regionen Thessalien, i den centrala delen av landet, 240 km nordväst om huvudstaden Aten. Agía Kyriakí ligger 116 meter över havet och antalet invånare är 427.
Terrängen runt Agía Kyriakí är platt. Runt Agía Kyriakí är det ganska tätbefolkat, med 86 invånare per kvadratkilometer. Närmaste större samhälle är Trikala, 5,3 km nordväst om Agía Kyriakí. Trakten runt Agía Kyriakí består till största delen av jordbruksmark.